# Henri VI (empereur du Saint-Empire)
Pour les articles homonymes, voir Henri VI.
Henri VI, dit « le Sévère » ou « le Cruel », est né en novembre 1165 à Nimègue et mort le 28 septembre 1197 près de Messine. Roi de Germanie dès 1169, il est sacré empereur en 1191, succédant à son père Frédéric Barberousse. Roi de Sicile de 1194 à sa mort, il n'inspirait que de la haine aux Siciliens qui le surnomment « le Cyclope sanguinaire ».

## Biographie
Fils aîné de l'empereur Frédéric Barberousse et de Béatrice de Bourgogne, Henri est sacré roi de Germanie le 15 août 1169 à Aix-la-Chapelle. Henri et Frédéric reçoivent le Schwertleite au Mainzer Hoftag de 1184. Il se marie le 27 janvier 1186 à Milan avec Constance de Hauteville, la fille posthume du roi de Sicile Roger II. Ce mariage permet la réconciliation de l'empereur et du successeur de Roger, le roi Guillaume II.
Henri se voit confier la régence lorsque son père part pour la troisième croisade, en mai 1189. Quelques mois plus tard, Guillaume de Sicile meurt sans laisser d'héritier. Bien qu'il ait reconnu Constance comme son héritière, c'est un bâtard du roi Roger II, Tancrède de Lecce, qui se fait reconnaître roi au début de l'année 1190. Henri conclut la paix de Fulda avec son rival, le duc de Saxe et de Bavière Henri le Lion, afin d'avoir les mains libres en Sicile. La nouvelle de la mort de son père, survenue le 10 juin 1190, retarde quelque peu son départ pour l'Italie, et ce n'est qu'en janvier 1191 qu'il prend la route. Après avoir été sacré empereur par le pape Célestin III le 14 avril, il met le siège devant Naples, mais il tombe malade et l'opération échoue. Les habitants de Salerne en profitent pour enlever sa femme et la livrer à Tancrède. Henri rentre en décembre en Allemagne, où son épouse le rejoint après s'être échappée.
Pendant ce temps-là, Henri le Lion a attaqué les ducs de Saxe et de Holstein, en violation de la paix de Fulda. De nombreux princes allemands se révoltent contre l'empereur, dans le cadre de la lutte entre guelfes et gibelins. Cette révolte ne prend fin qu'après la réconciliation de l'empereur avec Richard Cœur de Lion, roi d'Angleterre et beau-frère d'Henri le Lion, en février 1194.
En mai de la même année, Henri VI retourne en Italie, où Tancrède vient de mourir. L'armée impériale ne rencontre guère de résistance, et Henri est sacré roi de Sicile le 25 décembre. L'unique enfant issu de son mariage avec Constance, le futur Frédéric II, voit le jour le lendemain à Jesi, près d'Ancône. Henri se livre à une répression brutale : quelques jours après le couronnement, il fait châtrer et crever les yeux du jeune fils de Tancrède, Guillaume, et emprisonne à vie le reste de sa famille. Les nobles et les évêques ayant assisté au sacre de son rival sont brûlés vifs dans un champ près de Palerme, à cinq cents pas du palais royal. Henri fait ensuite déterrer les dépouilles de Tancrède et de son fils Roger. On leur arrache leurs couronnes d'or avant de les décapiter.
Henri annonce à Bari en 1195 qu'il veut prendre la tête d'une croisade germanique. Afin que sa succession se passe sans problème, il souhaite faire élire son fils unique Frédéric-Roger roi des Romains, mais de nombreux nobles qui espèrent préserver leurs droits à la couronne s'y opposent à la diète de décembre 1195. Il finit par obtenir gain de cause un an plus tard, et un contingent mené par plusieurs ducs allemands s'embarque pour Saint-Jean-d'Acre au cours de l'été 1197. Henri s'apprête à les rejoindre lorsqu'une révolte éclate en Sicile, peut-être fomentée par sa femme et le pape. La révolte est matée, Jourdain du Pin est exécuté, mais l'empereur meurt le 28 septembre, avant d'avoir pu embarquer pour la Palestine. Selon la chronique d'Aubry de Trois-Fontaines, sa femme l'aurait peut-être empoisonné, mais sa mort est plus vraisemblablement due à la malaria ou à la dysenterie.
Le tombeau d'Henri VI fut ouvert pour la première fois en 1491. Le cadavre était dans un assez bon état de conservation, à tel point qu'on dit que les traits de son visage montraient encore la méchanceté et la cruauté qui le caractérisaient de son vivant. Le corps était enveloppé dans la robe royale jaune ornée notamment de fils d'or et de dessins d'animaux. Près des pieds, une couronne semblable aux couronnes des rois normands représentées dans les mosaïques de la Martorana et de la cathédrale de Monreale. Curieuse la présence de mèches de cheveux longs, de différentes couleurs.

## Ascendance
|  |                                                      |  |  |  |  |  |  |  |  |  |  |  |  |
|  | 8. Frédéric Ier, duc de Souabe (vers 1050-1105)      |  |  |  |  |  |  |  |  |  |  |  |  |
|  |                                                      |  |  |  |  |  |  |  |  |  |  |  |  |
|  |                                                      |  |  |  |  |  |  |  |  |  |  |  |  |
|  | 4. Frédéric II, duc de Souabe (1090-1147)            |  |  |  |  |  |  |  |  |  |  |  |  |
|  |                                                      |  |  |  |  |  |  |  |  |  |  |  |  |
|  |                                                      |  |  |  |  |  |  |  |  |  |  |  |  |
|  | 9. Agnès de Franconie (1072-1143)                    |  |  |  |  |  |  |  |  |  |  |  |  |
|  |                                                      |  |  |  |  |  |  |  |  |  |  |  |  |
|  |                                                      |  |  |  |  |  |  |  |  |  |  |  |  |
|  | 2. Frédéric Barberousse, empereur (1122-1190)        |  |  |  |  |  |  |  |  |  |  |  |  |
|  |                                                      |  |  |  |  |  |  |  |  |  |  |  |  |
|  |                                                      |  |  |  |  |  |  |  |  |  |  |  |  |
|  | 10. Henri IX, duc de Bavière (vers 1075-1126)        |  |  |  |  |  |  |  |  |  |  |  |  |
|  |                                                      |  |  |  |  |  |  |  |  |  |  |  |  |
|  |                                                      |  |  |  |  |  |  |  |  |  |  |  |  |
|  | 5. Judith de Bavière (1100-1130)                     |  |  |  |  |  |  |  |  |  |  |  |  |
|  |                                                      |  |  |  |  |  |  |  |  |  |  |  |  |
|  |                                                      |  |  |  |  |  |  |  |  |  |  |  |  |
|  | 11. Wulfhilde de Saxe (en) (vers 1072-1126)          |  |  |  |  |  |  |  |  |  |  |  |  |
|  |                                                      |  |  |  |  |  |  |  |  |  |  |  |  |
|  |                                                      |  |  |  |  |  |  |  |  |  |  |  |  |
|  | 1. Henri VI, empereur (1165-1197)                    |  |  |  |  |  |  |  |  |  |  |  |  |
|  |                                                      |  |  |  |  |  |  |  |  |  |  |  |  |
|  |                                                      |  |  |  |  |  |  |  |  |  |  |  |  |
|  | 12. Étienne Ier, comte de Bourgogne (vers 1065-1102) |  |  |  |  |  |  |  |  |  |  |  |  |
|  |                                                      |  |  |  |  |  |  |  |  |  |  |  |  |
|  |                                                      |  |  |  |  |  |  |  |  |  |  |  |  |
|  | 6. Renaud III, comte de Bourgogne (vers 1093-1148)   |  |  |  |  |  |  |  |  |  |  |  |  |
|  |                                                      |  |  |  |  |  |  |  |  |  |  |  |  |
|  |                                                      |  |  |  |  |  |  |  |  |  |  |  |  |
|  | 13. Béatrice de Lorraine (en) (morte vers 1116)      |  |  |  |  |  |  |  |  |  |  |  |  |
|  |                                                      |  |  |  |  |  |  |  |  |  |  |  |  |
|  |                                                      |  |  |  |  |  |  |  |  |  |  |  |  |
|  | 3. Béatrice de Bourgogne (vers 1143-1184)            |  |  |  |  |  |  |  |  |  |  |  |  |
|  |                                                      |  |  |  |  |  |  |  |  |  |  |  |  |
|  |                                                      |  |  |  |  |  |  |  |  |  |  |  |  |
|  | 14. Simon Ier, duc de Lorraine (vers 1076-1139)      |  |  |  |  |  |  |  |  |  |  |  |  |
|  |                                                      |  |  |  |  |  |  |  |  |  |  |  |  |
|  |                                                      |  |  |  |  |  |  |  |  |  |  |  |  |
|  | 7. Agathe de Lorraine (vers 1120-1147)               |  |  |  |  |  |  |  |  |  |  |  |  |
|  |                                                      |  |  |  |  |  |  |  |  |  |  |  |  |
|  |                                                      |  |  |  |  |  |  |  |  |  |  |  |  |
|  | 15. Adélaïde de Louvain (morte vers 1158)            |  |  |  |  |  |  |  |  |  |  |  |  |
|  |                                                      |  |  |  |  |  |  |  |  |  |  |  |  |
|  |                                                      |  |  |  |  |  |  |  |  |  |  |  |  |